# (17119) Alexisrodrz
(17119) Alexisrodrz est un astéroïde de la ceinture principale.

## Description
(17119) Alexisrodrz est un astéroïde de la ceinture principale. Il fut découvert le 10 mai 1999 à Socorro (Nouveau-Mexique) par LINEAR. Il présente une orbite caractérisée par un demi-grand axe de 2,64 UA, une excentricité de 0,06 et une inclinaison de 6,3° par rapport à l'écliptique.

## Compléments